# N22 (Burkina Faso)
Die N22 ist eine Fernstraße in Burkina Faso, die von Ouagadougou über Kongoussi und Djibo nach Diguel, der letzten Stadt vor der Grenze zu Mali, führt. Ihre Länge beträgt ca. 280 km, wovon ca. 200 km bis Ende 2020 asphaltiert sein sollten.
Der 96 km lange Abschnitt zwischen Kongoussi und Djibo sollte im Sommer 2018 erstmals fertig asphaltiert sein.
Die 110 Kilometer lange Strecke von Ouagadougou bis Kongoussi ist 2006 erstmals asphaltiert worden.
Am 3. März 2020 gab der Premierminister Christophe Dabiré den Beginn der Sanierung dieses Abschnittes bekannt, deren Kosten auf 10,6 Mrd. CFA-Francs (ca. 16 Millionen Euro) für eine Ausführungszeit von 10 Monaten veranschlagt wurden und deren Finanzierung zu 95 % durch die Westafrikanische Entwicklungsbank und zu 5 % durch den burkinischen Staat erfolgen solle. Im September 2021 wurde nach Protesten von Bewohnern Kongoussis wegen mehrerer tödlicher Unfälle damit begonnen, die Straße durch Betonmittelstreifen in zwei Fahrbahnen zu trennen.